# Galina Stanczewa
Galina Stanczewa, bułg. Галина Станчева (ur. 31 lipca 1952) – bułgarska siatkarka, reprezentantka kraju, brązowa medalistka olimpijska (1980).
Podczas igrzysk w Moskwie w lipcu 1980 roku zdobyła brązowy medal olimpijski w turnieju kobiet. Bułgarska reprezentacja zajęła wówczas trzecie miejsce, przegrywając z zespołami ze Związku Radzieckiego i Niemieckiej Republiki Demokratycznej. 